# Parakeijella
Parakeijella is een geslacht van kreeftachtigen uit de klasse van de Ostracoda (mosselkreeftjes).

## Soort
- Parakeijella differens Jellinek, 1993